# Sarangesa
Sarangesa är ett släkte av fjärilar. Sarangesa ingår i familjen tjockhuvuden.

## Bildgalleri

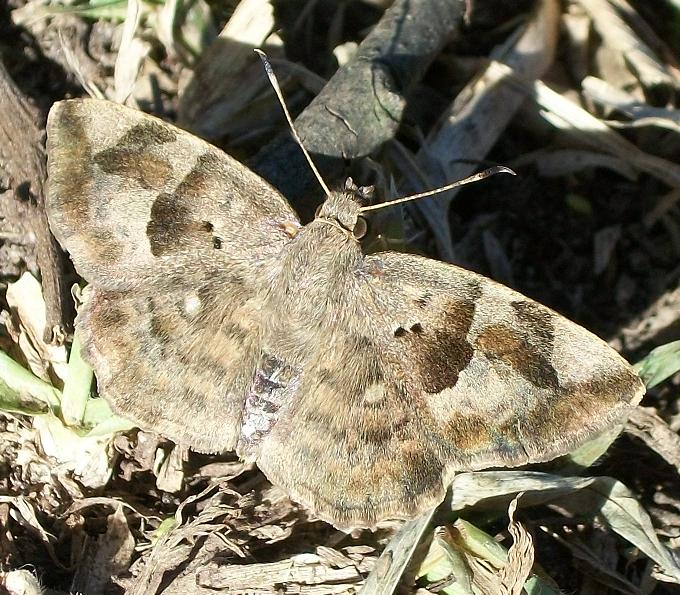

## Dottertaxa tillSarangesa, i alfabetisk ordning[1]
- Sarangesa adona
- Sarangesa albicilia
- Sarangesa astrigera
- Sarangesa atra
- Sarangesa aurimargo
- Sarangesa aza
- Sarangesa besa
- Sarangesa bouvieri
- Sarangesa brigida
- Sarangesa brigidella
- Sarangesa coelius
- Sarangesa compacta
- Sarangesa dasahara
- Sarangesa davidsoni
- Sarangesa deningi
- Sarangesa deserticola
- Sarangesa durbana
- Sarangesa eliminata
- Sarangesa exprompta
- Sarangesa flava
- Sarangesa gaerdesi
- Sarangesa ganyi
- Sarangesa grisea
- Sarangesa hampsoni
- Sarangesa haplopa
- Sarangesa helmi
- Sarangesa hopkinsi
- Sarangesa laelioides
- Sarangesa laelius
- Sarangesa lucia
- Sarangesa lucidella
- Sarangesa lunula
- Sarangesa mabira
- Sarangesa maculata
- Sarangesa majorella
- Sarangesa marmora
- Sarangesa maxima
- Sarangesa micacea
- Sarangesa motozi
- Sarangesa motozioides
- Sarangesa neavei
- Sarangesa opthalmica
- Sarangesa opthalmicodes
- Sarangesa pandaensis
- Sarangesa pandra
- Sarangesa pato
- Sarangesa penningtoni
- Sarangesa pertusa
- Sarangesa phidyle
- Sarangesa philippus
- Sarangesa philotimus
- Sarangesa princei
- Sarangesa purendra
- Sarangesa ruona
- Sarangesa sanaga
- Sarangesa sandra
- Sarangesa sati
- Sarangesa seineri
- Sarangesa semialba
- Sarangesa sezendis
- Sarangesa smithae
- Sarangesa subalbicans
- Sarangesa synestalmenus
- Sarangesa tanga
- Sarangesa tertullianus
- Sarangesa thecla
- Sarangesa tricerata
- Sarangesa tristis
- Sarangesa tsava
- Sarangesa unipuncta
- Sarangesa varia